# جسيمات غراندي اللمسية
جسيمات غراندي اللمسية (بالإنجليزية: Tactile corpuscles of Grandry)‏(ويسمى احياناً جسيم بصلي الشكل ولكن يختلف عن الجسيم البصلي البشري ) توجد في حليمات المنقار واللسان عندالطيور .كل واحدة منها تتكون من كبسولة حساسة جدا، ويحتوي على اثنين أو أكثر من الحبيبات، مسطحة بالارض بعض الخلايا. بين هذه الخلايا محور اسطواني الشكل ينتهي في أقراص مسطحة.